# ان‌جی‌سی ۱۷۸۸
ان‌جی‌سی ۱۷۸۸ یک سحابی بازتابی در صورت فلکی شکارچی است.
این سحابی در بخش جنوب غربی محیط خود مرز مشخصی دارد که در این بخش با یک سحابی تاریک به نام لیندز ۱۶۱۶ (Lynds 1616) هم‌مرز می‌شود.
لیندز ۱۶۱۶ در ظاهر جزئی از سحابی ان‌جی‌سی ۱۷۸۸ دیده می‌شود. درخشان‌ترین ستارهٔ این سحابی‌ها ستاره‌ای است با قدر ۱۰ و در قطاع شمال غربی واقع شده‌است.